# John Thompson (cónego)
John Thompson BD (falecido em 23 de abril de 1571) foi um cónego de Windsor de 1563 a 1574.

## Carreira
Ele foi nomeado:
- Cónego de Gloucester 1552-1559
- Prebendário de Minor Pars Altaris em Salisbury 1556
- Prebendário de Durnford em Salisbury 1565 - 1571
- Capelão da Rainha Elizabeth I

Ele foi nomeado para a terceira bancada na Capela de São Jorge, no Castelo de Windsor em 1563 e ocupou o cargo de canonista até 1571.